# ثيوبالد كيرنر
ثيوبالد كيرنر  (و. 1817 – 1907 م) هو شاعر، وكاتب طبي ألماني، ولد في غايلدورف، توفي في فاينزبرغ، عن عمر يناهز 90 عاماً.

## روابط خارجية
- ثيوبالد كيرنر على موقع ميوزك برينز (الإنجليزية)